# Zenička sinagoga
Sinagoga u Zenici je bivša zgrada sinagoge koja se nalazi u Zenici (Federacija BiH, Bosna i Hercegovina). Proglašena je za nacionalni spomenik BiH.

## Lokacija
Zgrada nekadašnje sinagoge nalazi se u urbanoj zoni Zenice, između Stare čaršije i stambenih zona Pišće i Potok.

## Istorija
Krajem 15. i početkom 16. vijeka dio sefardskih Jevreja, protjeranih 1492. godine iz Španije i Portugalije, doseljava se i na područje Bosne i Hercegovine. U Zenicu su došli oko 1750. godine.
Nakon 1878. godine Zenicu naseljavaju i aškenaske porodice. Godine 1910. U Zenici je živjelo 297 Jevreja. Do 1885. godine podigli su sinagogu pored čaršije, a nešto kasnije i groblje na periferiji grada. Sadašnja Sinagoga u Zenici sagrađena je 1904—1907, po projektu Miloša Komadine.
Drugi svjetski rat je imao katastrofalne posljedice po zeničku jevrejsku zajednicu: njemački okupator i ustaše su 1941. godine Sinagogu opljačkali, demolirali, njen inventar i enterijer uništili, a objekat pretvorili u konjušnicu. U periodu 1941—1945., od ukupno 240 zeničkih Jevreja poginulo je 185, a strahote rata preživjelo svega 55 osoba.
Nakon Drugog svjetskog rata, malobrojni preživjeli članovi Jevrejske opštine Zenica, nisu bili u mogućnosti da obnove demoliranu zgradu Sinagoge, tako da je sinagoga promijenila svoju namjenu. Željezara Zenica je sinagogu privremeno obnovila i tu smjestila svoju štampariju. Od 1960. godine, služila je kao magacin i prodavnica namještaja. Godine 1968. postignut je dogovor s Jevrejskom zajednicom Jugoslavije da se zgrada sinagoge da na trajno korištenje Muzeju Zenice. Ovaj dogovor je prešao s Muzeja Zenice na instituciju Muzej grada Zenice nakon rata 1992—1995. Prizemlje se koristi kao galerijski prostor za povremene i stalne likovne postavke, a na spratu je depo muzeja.
Dana 25. oktobra 2019. godine u prostorijama Zeničke sinagoge održana je izložba islamskih i pravoslavnih kaligrafskih radova nastalih tokom programa „Upoznaj zemlju da bi je volio”.

## Opis
Objekat Sinagoge u Zenici je pravougaona građevina vanjskih gabaritnih mjera 10,20×18,50 m. Stilski pripada periodu istoricizma, odnosno eklektičkog izraza. Igrađena je u pseudomavarskom slogu, odnosno u mudehar stilu. Pseudomavarski slog na zeničkoj Sinagogi najuočljiviji je na reljefnim ornamentima fasada, prozorskim otvorima, formi lukova i alternaciji obojenih horizontalnih traka na fasadama.
Postoje različita tumačenja istoričara umjetnosti i arhitekture o upotrebi eklektičke arihitekture, a posebno pseudomavarskog sloga u Bosni i Hercegovini. Objašnjenje te pojave sadržano je zapravo u slijedu i praćenju kretanja u evropskoj arhitekturi kraja 18. i 19. vijeka, koje karakteriše eklekticizam, odnosno pojava neo i pseudostilova.
Mišljenje dr. Eleonore Kincl je da porijeklo mavarskog stila u jevrejskoj umjetnosti — posebno u arhitekturi — ne treba da se veže za reminiscencije na „zlatno doba” jevrejske prošlosti u Španiji. Od presudne važnosti je bilo jačanje duhovne, nacionalne i socijalne emancipacije Jevreja koji nastoje što aktivnije učestvovati u životu nejevrejske okoline... budući da sada Jevreji slobodno ističu svoje orijentalno porijeklo (a i okolina ih smatra orijentalnim neevropskim narodom), grade svoje bogomolje nerijetko monumentalne i bogato dekorisane u egipatskom, mavarskom ili kojem drugom istočnom stilu.

## Literatura
- Kemal Hrelja, Zenica i njena okolina, Sarajevo, 1957, tabela na str. 67.